# Масальский, Ян Казимир
Ян Казими́р Маса́льский (пол. Jan Kazimierz Massalski; ум. после 1698) — князь, судья городской волковысский (с 1682), стольник волковысский и войт вержболовский (1680—1682), подстолий венденский (1669—1680).

## Биография
Представитель княжеского рода Масальских, сын судьи земского волковысского, князя Мартина Казимира Масальского (ум. после 1663) и Сусанны Жардецкой.
В 1669—1680 годах являлся подстолием венденским. В 1674 году участвовал в подписании pacta conventa при избрании королём Яна III Собеского. В 1680 году стал стольником волковысским и войтом вержболовским. С 1682 года являлся сборщиком податей (скарбником) в Трокском воеводстве и судьёй городским волковысским.
В 1686 году купил имение Меньженин в «Мельницкой земле».

## Семья
Первым браком был женат на Иоанне Рейтан. Их дети:
- Владислав Афанасий (ум. после 1760)
- Рафаил (ум. после 1764)

Вторым браком был женат на Софие Бенклевской. Их дети:
- Плацид Франц (ум. после 1730)

Третьим браком был женат на Екатерине Керсновской. Их дети:
- Мартин (ум. после 1729)
- Богуслав Юзеф (ум. после 1752)
- Михаил Донат (ум. 1766)
- Антоний (ум. 1762)
- Венедикт (ум. после 1737)